# Wooster (Arkansas)
Wooster é uma cidade  localizada no estado americano de Arkansas, no Condado de Faulkner.

## Demografia
Segundo o censo americano de 2000, a sua população era de 516 habitantes.
Em 2006, foi estimada uma população de 712, um aumento de 196 (38.0%).

## Geografia
De acordo com o United States Census Bureau, a localidade tem uma área de 6,7 km², sem área coberta por água.

## Localidades na vizinhança
O diagrama seguinte representa as localidades num raio de 24 km ao redor de Wooster.